# Bouna Coundoul
Bouna Coundoul (Dakar, 1982. március 4. –) szenegáli válogatott labdarúgó, kapus.

## Pályafutása

### Klubcsapatban
2005–2008 között az amerikai Colorado Rapids, 2009–2011 között a New York Red Bulls, 2012-ben a finn VPS, 2012–13-ban a ciprusi Énoszi Néon Paralimníu, 2013–2015 között az Ethnikósz Áhnasz labdarúgója volt. 2015–16-ban a dél-afrikai Platinum Stars csapatában fejezte be az aktív játékot.

### A válogatottban
2007–2016 között 29 alkalommal szerepelt a szenegáli válogatottban.